# デジタル著作権管理
デジタル著作権管理（デジタルちょさくけんかんり、英: digital rights management、DRM）とは、電子機器上のコンテンツ（映画や音楽、小説など）の無制限な利用を防ぐために、オリジナルのデータを特定のソフトウェアあるいはハードウェアでしか再生できないようにすることで、第三者による複製や再利用を難しくする技術・管理方法のこと。

## DRM技術の仕組み
DRMはコピーガード技術の一種とみなされる場合もあるが、コピーガードはメディアの物理的特性を利用してコピーを制限するのに対し、DRMは純粋なデジタルデータとソフトウェアを使って、たとえ同一のデータをコピーできても再生や閲覧が不可能になるように設計されたものをいう。インターネット映像販売において世界で70%のシェアを持つWindows Media DRMや、iTunes Music Storeから導入されたQuicktimeフォーマット向けのFairPlay、PDF向けのAdobe LifeCycleがその代表例である。
DRMを実現する仕組みにはさまざまなものがあり、その機構はコンテンツの形式や利用形態によって異なるが、ユーザが特定の再生ソフトウェア（iTunesやWindows Media Playerなど）を使い、暗号化されたコンテンツを復号しながら再生する方式が一般的である。暗号化に使われる鍵（キー）は再生ソフトウェア内に隠されているか、あるいはネットワーク上からダウンロードされることが多い。この再生ソフトウェアがユーザのコンテンツ利用を管理するため、利用期間の切れた後には再生不能にするなどの処置が可能になる。
初期のDRM技術として知られているものに、DVD の映像信号を暗号化する CSS がある。CSSでは再生ソフトウェアに埋め込んだ固定鍵を用いる単純な暗号化を使っていた。Windows Media Player 形式など最近のDRM技術ではネットワークから鍵をダウンロードするものが多い。
このようなソフトウェアベースとは別に、近年ではハードウェアそのものにDRM機能を埋め込み、ハードウェアに不正な改造を行わない限りDRMで保護されたコンテンツを再生できないようにする 強制アクセス制御機構をパソコンに標準搭載することが提案されている。マイクロソフト はこのような機構として次世代セキュアコンピューティングベース（Palladium構想）を提唱している。

## DRMの必要性・法的根拠
デジタル化されたコンテンツは複製しても品質が劣化しないことから、元ファイルから制限無くコピーを生成できる。デジタル著作権管理技術では、コンテンツ本体とは別にその再生に不可欠な鍵となるメタデータを用意し、特定のユーザだけにそのメタデータを渡す。鍵となるメタデータを持たないユーザはコンテンツ本体だけを持っていても再生できず、またメタデータは再生するコンピュータやユーザに一意に対応するため、結果として無制限な複製が抑制されることを狙いとしている。
映画産業や音楽産業などのコンテンツ供給者は、著作権益を保護するためにDRMは必要であると主張している。
またDRM技術によって施された暗号方式や再生ソフトウェアの内部構造がリバースエンジニアリングによって知られてしまうと、これらの制限を迂回するようなプログラムが作成できてしまう。この行為はシステムを破るという意味で「クラック」とも呼ばれる。例えば、CSSではリバースエンジニアリングにより鍵が一般に知られてしまってからは、ほとんどその実効性が失われている。
日本国内では、DRMを回避するこれらの行為およびハードウェア・ソフトウェアの流通は不正競争防止法の規制対象であり、CSSなどの暗号化技術などにより技術的保護手段がとられているデータの複製は著作権法の私的複製権の対象外として複製が規制されている。技術的保護手段を回避して複製を行うプログラム・装置を提供することについても規制され、刑罰の対象となる。
米国ではこれに加えてソフトウェアやハードウェアの改造やリバースエンジニアリングの行為そのものがデジタルミレニアム著作権法（DMCA）違反とされる。

## DRMへの批判

### 恒久的な再生が保証されていない
DRM技術のほとんどが特定のメーカーによって定められ、その技術的詳細が一般に公開されていないことから、そのメーカーやサービスが活動を停止した際に、購入したコンテンツが将来にわたっても利用可能なのかが必ずしも担保されていない。また、再生機器を買い換えた場合にデータの移行が出来ず、それまでに購入したコンテンツが利用できなくなる場合もある。
もっとも、そもそも恒久的な再生は保障されていないという意見もある。その主張によれば、コンテンツの提供する側にとっては、コンテンツの提供時に指定したメディアから再生することのみを許諾しているというのである。この考え方では、消費者はコンテンツを収録しているメディアを所有しているのであって、コンテンツそのものを所有しているわけではない。そのため、そもそも恒久的な再生というものは、保証されておらず、提供時のメディアの寿命とともにコンテンツを再生する権利も終了する。また、消費者はコンテンツの複製を所持しているのであって、コンテンツの著作権を持っているわけではないので、明示されていない場合には、著作権法で許容されている例外を除けば、提供時のメディアから他のメディアに複製することは、著作権法が定めるところの著作権の一部である複製権の侵害である、という主張である。

### 消費者の権利に対する制限
DRMはその技術的特性により、理由を問わず複製そのものを制限している。そのため、一般的な著作物では、著作権法によって認められている範囲での私的複製、抜粋、編集などの行為も、複製を伴う行為であれば、消費者の権利が制限されている（もっとも、日本の著作権法では、暗号化を伴うDRMで複製を制限している場合には、そもそも私的複製の対象外であり、消費者が自由に活用する権利はない）。
一方で世界では、著作物の合法的な活用指針としてフェアユースが定義されている場合がある。フェアユースによりコンテンツを自由に活用できるようにすることを要求しているフリーソフトウェア財団（FSF）などの団体から、DRM は購入した製品を自由に使う消費者の権利を奪っているとの主張がでている。DRMは著作権の保護より消費者の権利を「制限」することが本質であり、"Rights"という言葉は一種のプロパガンダであるとして、DRMをDigital Restrictions Management（デジタル諸制限管理）と呼ぶべきだとの意見がフリーソフトウェア財団（FSF）などから上がっている。

### 特定環境への依存
DRMはデータとそのデータを再生するプレイヤーソフトの双方が対応していて初めて実現できるしくみであることから、特定のソフトウェアに依存したものになりやすい。現在、Yahoo動画、GyaO!、DMM、BIGLOBEストリーム（みんなでBIGLOBEストリームを除く）など様々な動画サイトでWindowsメディアテクノロジーに拠るDRMが採用されており、それらのサイトはLinux、macOSでは視聴できない。逆に、QuickTimeに依存したDRMを採用しているiTunes Storeで購入したDRM付き音楽は、QuickTimeをインストールしていないWindowsでは視聴できない。
このように、各種のDRM技術は特定のソフトウェアに依存し互換性が無いことから、消費者は特定のソフトウェアを選択せざるを得なくなる。また再生や閲覧のためのソフトウェアを利用できる環境についても同様の制限があり、例えばiTunesやWindows Media PlayerのDRM技術を使用するコンテンツが、OSとしてLinux等を用いるコンピュータ上で再生できないといった問題が生じる。更にDRM技術そのものが全く別のタイプに変更され、再生や閲覧のためのソフトウェアやそれを利用できる環境も変わってしまうことがある。こうした制限からDRMに対しては消費者の敬遠がみられることから、W3Cなどの業界団体が推奨するEncrypted Media Extensionsなどの特定のOSやブラウザに依存しないDRM技術を採用したり、DRM技術を一切使用せずにコンテンツの利用について広い選択肢を与えることで、消費者を取り込もうとする企業も現れている。